# Phaestus (geslacht)
Phaestus is een geslacht van insecten uit de orde vliesvleugeligen (Hymenoptera) en de familie Ichneumonidae.

## Soorten
- P. anomalus (Brischke, 1871)
- P. nigriventris Roman, 1937